# Ludwig Strasser

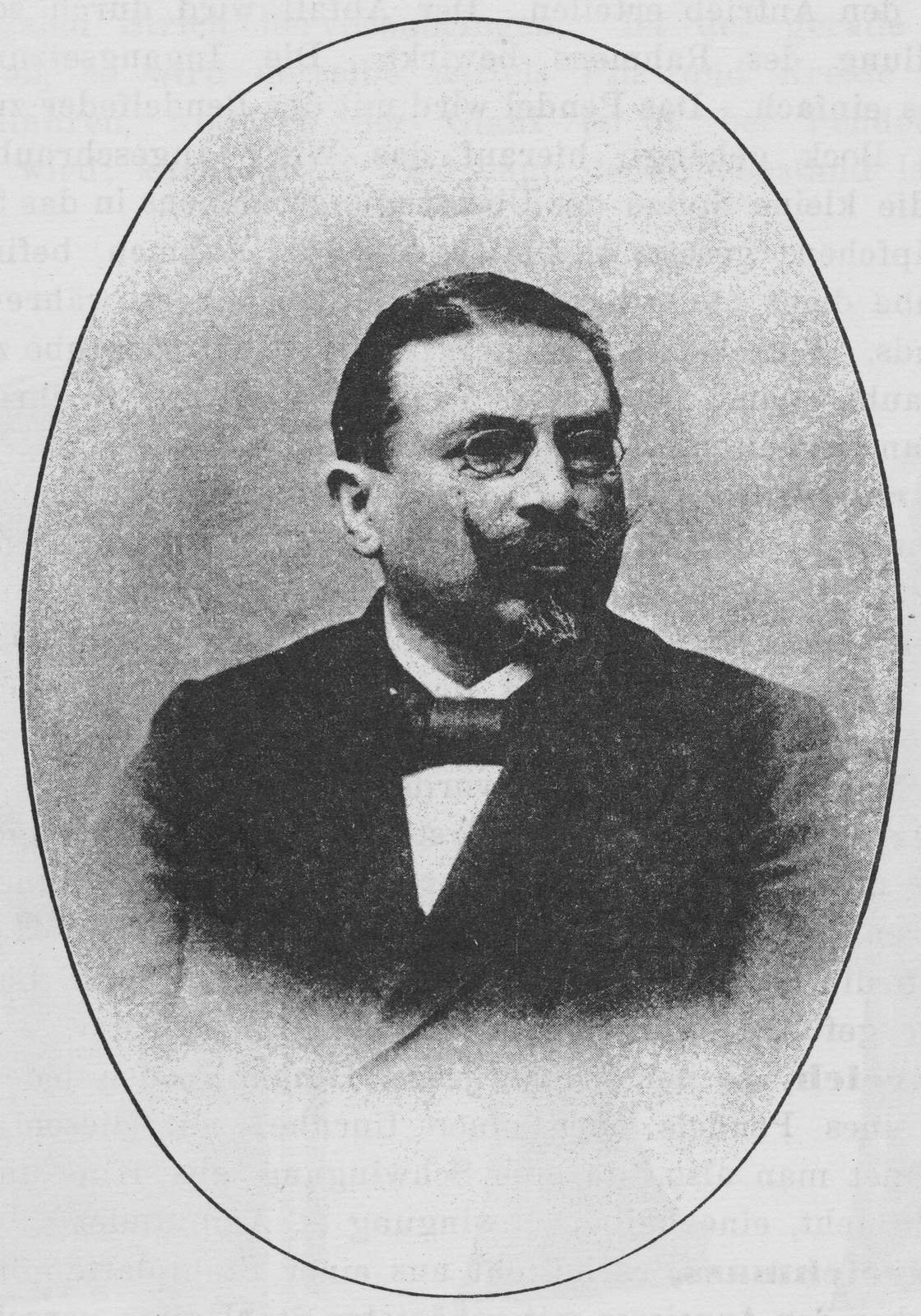
Ludwig Strasser

Ludwig Strasser (* 15. Dezember 1853 in Würzburg; † 12. August 1917 in Dresden) war ein deutscher Großuhrmacher und Fachlehrer an der Deutschen Uhrmacherschule Glashütte (DUS).

## Leben und uhrmacherische Leistung

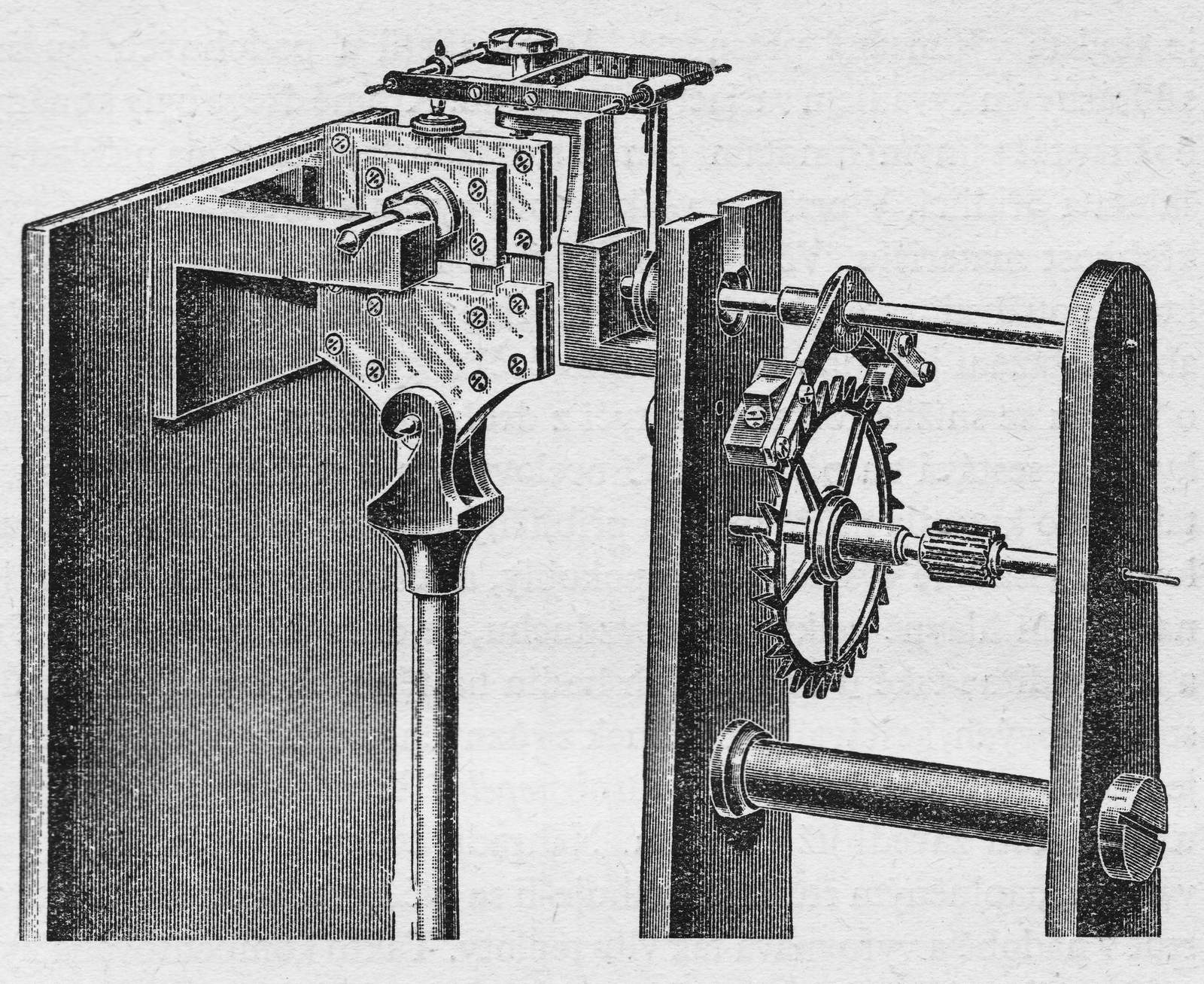
Freie Federkrafthemmung nach Ludwig Strasser

Am 15. Dezember 1853 wird Ludwig Strasser in Würzburg geboren. Nach dem Besuch der Volksschule begann er bereits 1867, mit 13 Jahren, eine Lehre bei dem bekannten Uhrmachermeister Sebastian Geist. Auf Vermittlung von Karl Moritz Großmann kam er 1871 nach Glashütte und arbeitete bis 1873 in dessen Werkstatt.
Danach war Strasser für ein Jahr in Leipzig bei der Turmuhrenfabrik B. Zachariä tätig. 1874 kehrte Strasser nach Glashütte zurück um im Auftrag der Leipziger Firma die Herstellung einer Wächter-Kontrolluhr zu übernehmen. 1875 gründete L. Strasser mit dem Mechaniker Gustav Rohde die Mechanischen Werkstätten Strasser & Rohde, die Messgeräte, Präzisionspendeluhren und Marinechronometer verschiedener Bauarten herstellte.
Während der Tätigkeit in seiner Firma erfand Strasser die später nach ihm benannte und patentierte „freie Federkrafthemmung für Präzisionspendeluhren“, die eine der letzten Entwicklungen auf dem Gebiet mechanischer Präzisionspendeluhren vor der Erfindung der Quarzuhr war. Weitere wesentliche Arbeiten auf dem uhrentechnischen und feinmechanischen Gebiet sind das ebenfalls patentierte Nickelstahl-Kompensationspendel und die Strassersche astronomische Sekundenpendeluhr »DUB«.
Auf Initiative seines ehemaligen Arbeitgebers Moritz Großmann wurde 1877 auf der Deutschen Uhrmachertagung in Wiesbaden die Gründung der Deutschen Uhrmacherschule des Zentralverbandes der Deutschen Uhrmacher in Glashütte beschlossen. Strasser gehörte dabei dem vorbereitenden Ausschuss an.
Bereits 1878 als Mitglied des Aufsichtsrates der Deutschen Uhrmacherschule Glashütte für die Kontrolle des theoretischen Unterrichtes verantwortlich, wird er ein Jahr nach der Gründung der Lehranstalt, vom Aufsichtsrat, dem Moritz Großmann vorstand, mit unterstützender Lehrtätigkeit im theoretischen Unterricht betraut, bevor er dann 1883 endgültig in den Schuldienst überwechselte. Nach dem Tod von Moritz Großmann (23. Januar 1885) und des Direktors der Schule Georg Heinrich Lindemann (29. März 1885) berief ihn der Aufsichtsrat auf seiner Sitzung am 17. April 1885 kommissarisch und am 1. Mai 1885 ordentlich in das Amt des Direktors der Deutschen Uhrmacherschule, welches er dann auch bis zu seinem Tod ausübte. Er unterrichtete Mathematik, theoretische Mechanik, Theorie der Uhrmacherei, Elektrotechnik, Zeichnen und Buchführung. Bedingt durch die schulische Tätigkeit beschränkte sich die Arbeit von L. Strasser nur noch auf Konstruktions- und Kontrolltätigkeiten, bis er schließlich 1914 endgültig aus der Firma ausscheidet.
In Anerkennung seiner herausragenden Leistungen wurde Ludwig Strasser, ein ehemaliger Volksschüler ohne universitäre Ausbildung, am 12. April 1902 zum Königlich Sächsischen Professor ernannt. 1910 wurden seine Leistungen mit der Verleihung des Ritterkreuzes 1. Klasse des Albrechtsordens ein weiteres Mal gewürdigt.
Im 61. Lebensjahr heiratet Strasser im November 1914 die ehemalige Absolventin der Uhrmacherschule und Tochter des Stettiner Uhrmachermeisters Rose, Johanna Rose.
Noch vor Ende des Ersten Weltkrieges verstirbt Ludwig Strasser nach längerer schwerer Krankheit am 12. August 1917 63-jährig im städtischen Krankenhaus in Dresden.
Das Unternehmen Strasser & Rohde existierte in unterschiedlicher Form noch bis zum 31. Dezember 1958.

## Ehrungen
- Königlich Sächsischer Professor, 1902.[12]
- Ehrenmitglied der Uhrmacherverbindung "Urania" zu Glashütte in Sachsen, 1904.
- Ritterkreuz 1. Klasse des Albrechtsordens, 1910.[13]